# المعجزة الإسبانية

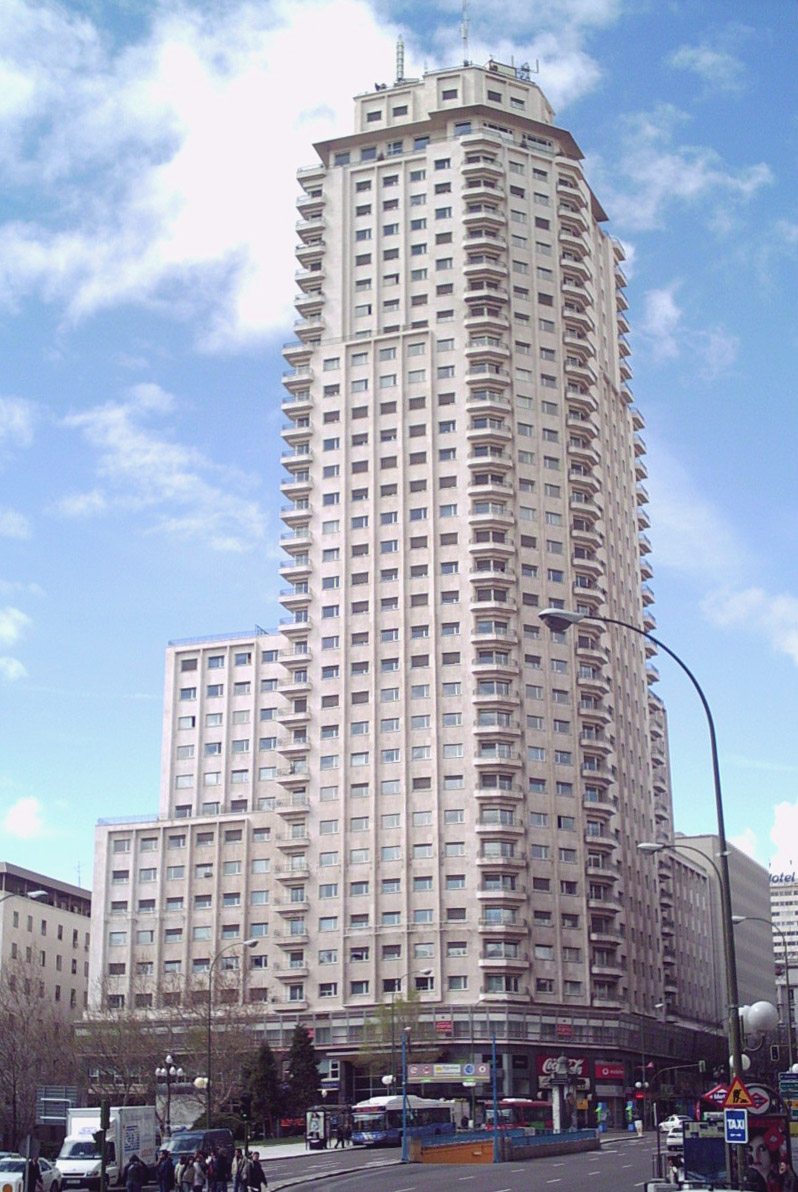
تم بناء برج تور دو مدريد الذي يبلغ ارتفاعه 142 مترًا والذي تم بناؤه عام 1957 تزامنا مع المعجزة الإسبانية

المعجزة الإسبانية (بالإسبانية: El Milagro español)‏، بالمعنى الحرفي المعجزة الإسبانية كان الاسم الذي يطلق على طفرة اقتصادية واسعة النطاق في إسبانيا من 1959 إلى 1974. وانتهت بسبب أزمات النفط والركود العالمي في السبعينيات.

## التاريخ

### بدء الطفرة
بدأت المعجزة الاقتصادية بالإصلاحات التي روج لها ما يسمى بالتكنوقراطيين الذين وضعوا، بموافقة فرانكو، سياسات مطورة في إسبانيا. التكنوقراط، وكثير منهم كانوا أعضاء أوبوس داي، كانت سلالة جديدة من السياسيين.  اتخذ تنفيذ هذه السياسات شكل خطط تنمية (بالإسبانية: Planes de desarrollo)‏ وكان ذلك نجاحًا إلى حد كبير: تتمتع إسبانيا بثاني أعلى معدل نمو في العالم، فقط بعد اليابان بقليل  وأصبحت تاسع أكبر اقتصاد في العالم، خلف كندا. انضمت إسبانيا إلى العالم الصناعي، تاركة وراءها الفقر والتخلف الوظيفي المتوطّن الذي عانت منه في أعقاب حروب نابليون، وفقدان معظم إمبراطوريتها في عشرينيات القرن العشرين والحروب الأهلية في القرن التاسع عشر بسبب النزاع بين الأسر.

### تصنيع

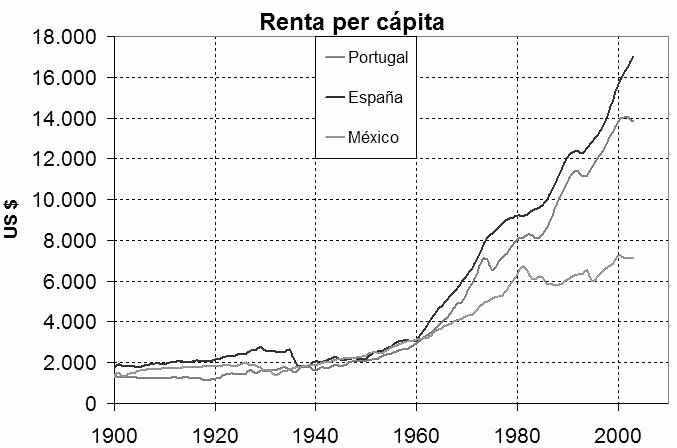
الناتج المحلي الإجمالي الاسمي للفرد في اسبانيا والبرتغال والمكسيك في القرن العشرين

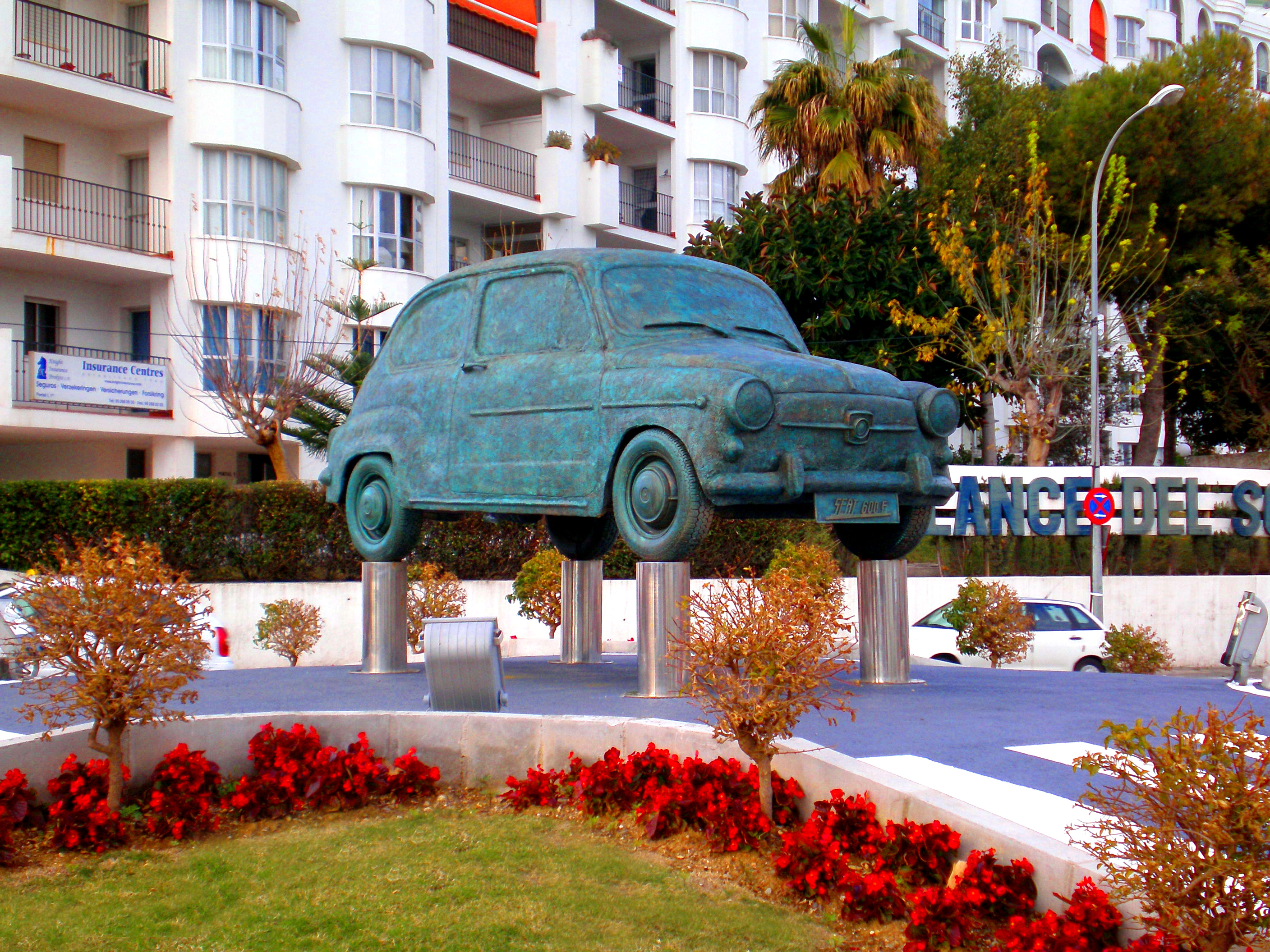
نصب تذكاري في إسبانيا لسيات 600، رمز سيارة المعجزة الإسبانية

أدى التوسع الاقتصادي السريع إلى تنشيط المناطق الصناعية القديمة: ساحل الباسك وساحل فيرول الشمالي (الحديد والصلب، وبناء السفن)، داخل وحول برشلونة (الآلات، والمنسوجات، والسيارات والبتروكيماويات)، كما أدى إلى توسع هائل في التكرير والبتروكيماويات والمواد الكيميائية وهندسة. للمساعدة في تحقيق التطور السريع، كان هناك استثمار حكومي هائل من خلال الشركات الرئيسية المملوكة للدولة مثل التكتل الصناعي Instituto Nacional de Industria، وشركة السيارات الكبيرة سيات في برشلونة، ومصنع الصلب الكبير Ensidesa في أفيليس، وشركة بناء السفن Empresa Nacional Bazán. مع الحماية الشديدة من المنافسة الأجنبية داخل السوق الإسبانية المحلية، قادت هذه الشركات تصنيع البلاد، واستعادة ازدهار المناطق الصناعية مثل برشلونة وبلباو وخلق مناطق صناعية جديدة، وأبرزها حول مدريد. على الرغم من وجود تحرر اقتصادي في تلك الفترة، ظلت المؤسسات الرئيسية تحت سيطرة الدولة.

### صناعة السيارات
كانت صناعة السيارات واحدة من أقوى القاطرات في المعجزة الإسبانية: من 1958 إلى 1972 نمت بمعدل مركب سنوي قدره 21.7 ٪. في عام 1946 كان هناك 72000 سيارة خاصة في إسبانيا، في عام 1966 كان هناك أكثر من مليون سيارة.  وكان معدل النمو هذا لا مثيل له في العالم. كانت أيقونة المعجزة هي سيارة سيات 600، التي أنتجتها شركة سيات الإسبانية. تم تصنيع أكثر من 794000 منهم بين عامي 1957 و 1973، وإذا كانت في بداية هذه الفترة كانت السيارة الأولى للعديد من عائلات الطبقة العاملة الإسبانية، فقد كانت في نهايتها الأولى والثانية لكثير غيرها.